# Thysanostigma odontites
Thysanostigma odontites är en akantusväxtart som först beskrevs av Ridley, och fick sitt nu gällande namn av B. Hansen. Thysanostigma odontites ingår i släktet Thysanostigma och familjen akantusväxter. Inga underarter finns listade i Catalogue of Life.